# Юра Терентій Петрович
Терентій Петрович Юра (* 22 квітня 1884–1973) — український актор на ролях характерних героїв, брат Гната Юри, Олександра Юра-Юрського, Тетяни Юрівни. Народний артист України (1940).

## Життєпис
Родом з с. Підлісне (Федвар) Олександрівського району на Кіровоградщині. На сцені з 1905 в трупі С. Максимовича в Єлисаветграді, у 1908—1917 роках у різних провінційних трупах (О. Дукельського, О. Суходольського, П. Колісниченка та ін.), потім довготривало в Театрі ім. І. Франка (1921—1957).
Гол. ролі: Старшина («По ревізії» М. Кропивницького), Хома («Ой, не ходи, Грицю…» М. Старицького), Гнат Гиря, Мина Мазайло («97», «Мина Мазайло» М. Куліша), Чирва Козир («Диктатура» І. Микитенка), Кобза, Бублик («Загибель ескадри», «Платон Кречет» О. Корнійчука), Тартюф в однойменній комедії Ж.-Б. Мольєра.

## Фільмографія
- «Вовчі стежки» (1931, куркуль),
- «Іван» (1932, обиватель),
- «Кришталевий палац» (1934).